# 亞歷山大·皮丘希金
亞歷山大·尤里耶维奇·皮丘希金（羅馬化：Aleksandr Yurʼyevich Pichushkin；1974年4月9日—），俄羅斯連環殺手，在莫斯科時間2006年6月16日被俄羅斯警方拘捕。他自稱在2001年至2006年年期間在位於莫斯科西南近郊的比茨維斯基公園殺了六十三人，警方目前只能證實四十八人在公園被皮丘希金謀殺。他被俄羅斯傳媒稱為「比特沙瘋子」（Bittsa Maniac）或「比茨維斯基瘋子」（Bitsevsky Maniac），由於皮丘希金會用國際象棋盤記錄受害者人數，亦被俄羅斯傳媒稱為「棋盤殺手」（Chessboard killer）。被判刑後他透過律師申請上訴，要求改判終生監禁為二十五年監禁，上訴被法庭否決。

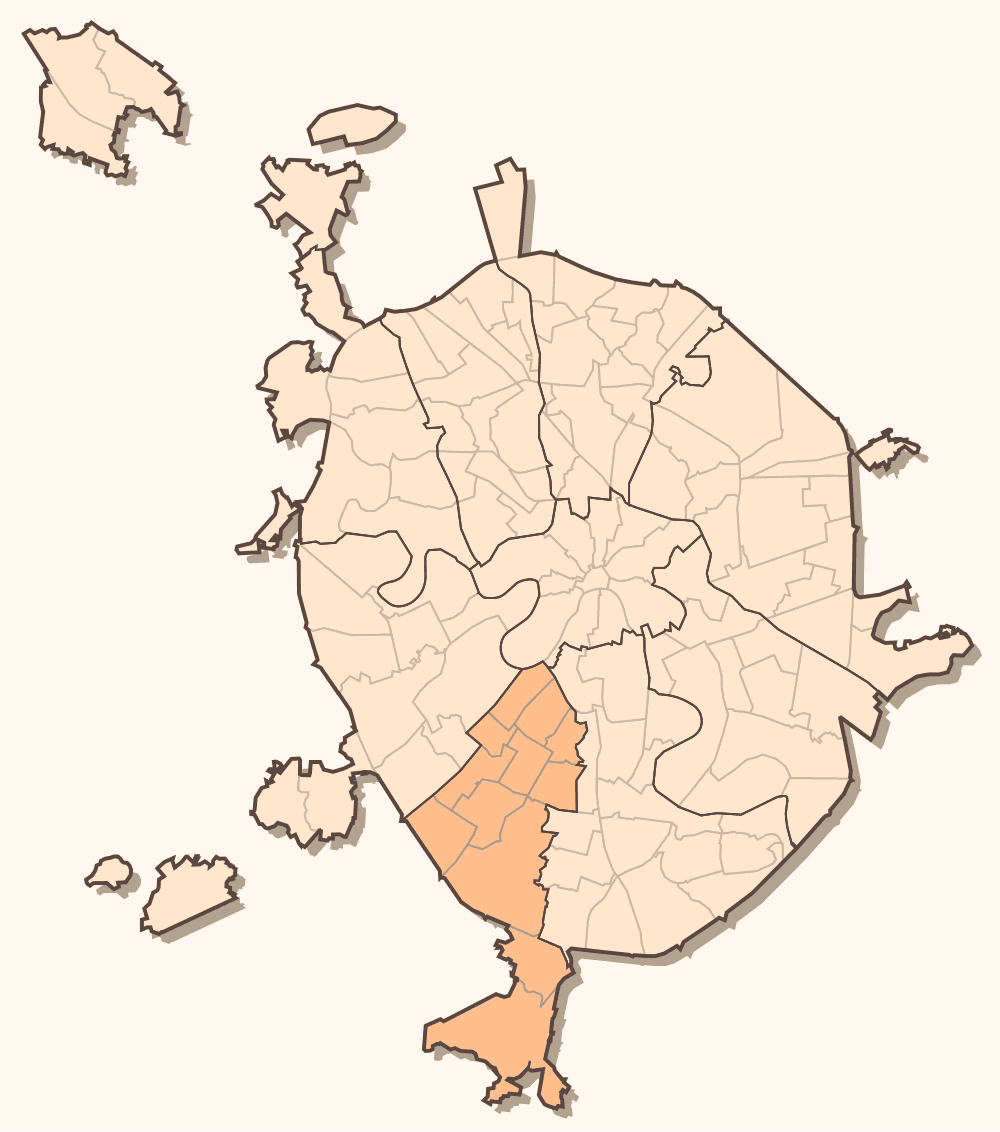
莫斯科西南行政區

## 生平
皮丘希金在1974年出生，未婚，曾在莫斯科一所職業訓練學校接受教育。

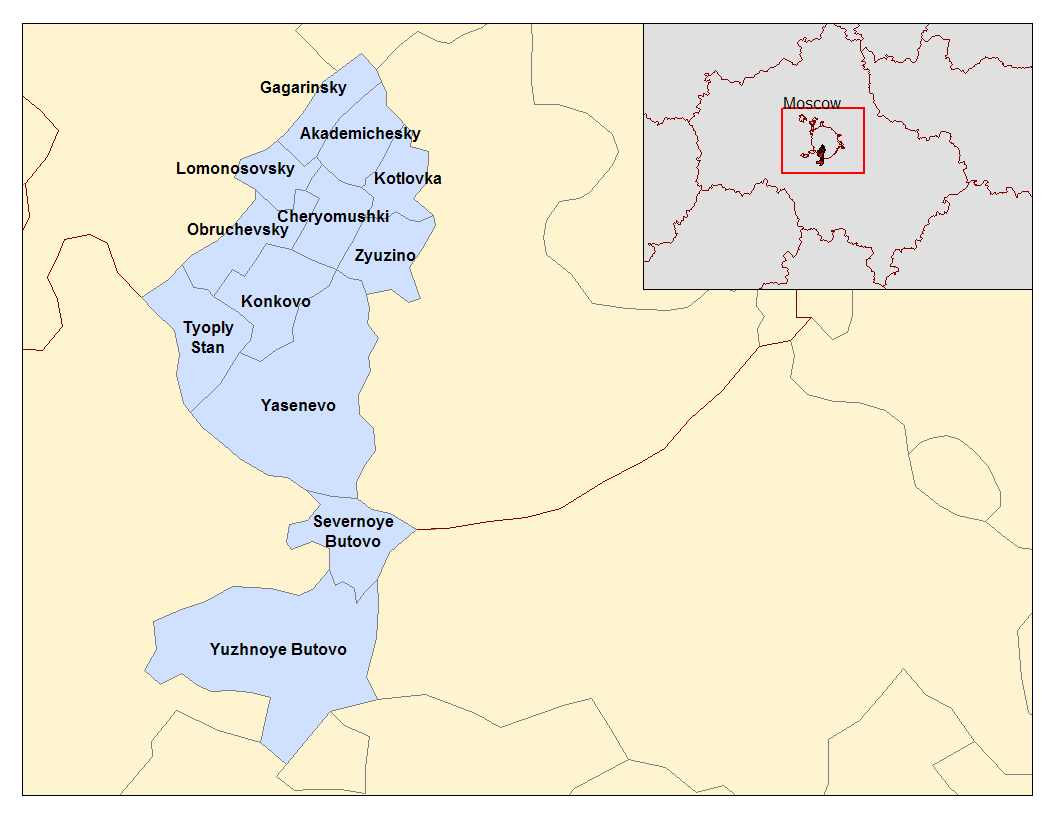
莫斯科西南行政區放大圖

在皮丘希金出生之前，父親拋下他和母親纳塔利娅·皮丘希金娜（Natalya Pichushkina）離家出走，母親先把他送入收容所，後來他被接離收容所跟母親和祖父一起生活，此後他們一家一直在比茨維斯基公園北邊的久济诺區（Zyuzino） Khersonskaya街二號公寓第三十八座 居住。
皮丘希金的母親聲稱兒子因為四歲時頭部意外地受到鞦韆撞擊，所以自此以後情緒不穩。童年時代他開始接受一所精神及神經系統疾病中心的監察，直至他二十歲。祖父去世後，皮丘希金經常一個人帶着狗到比茨維斯基公園散步。這隻狗死後，皮丘希金把它埋在公園裏，而狗的墓地周圍成為皮丘希金後來的殺人場所。
他曾經是一名木匠學徒，被捕時為比茨維斯基公園附近一所超級市場的搬運工人。僱主認為他是一名工作勤奮的員工，鄰居則認為他是一個沉默寡言及有禮的人，但缺少朋友，幾乎沒有任何社交活動。皮丘希金酷愛下國際象棋，是一名高手。另一方面，他非常喜歡小動物，曾因為愛貓死亡而痛哭。

皮丘希金有相當長時間的酗酒習慣，調查員發現他健康狀況不佳，鄰居在法庭上指出他經常喝至酩酊大醉歸家，醉倒在家門前。

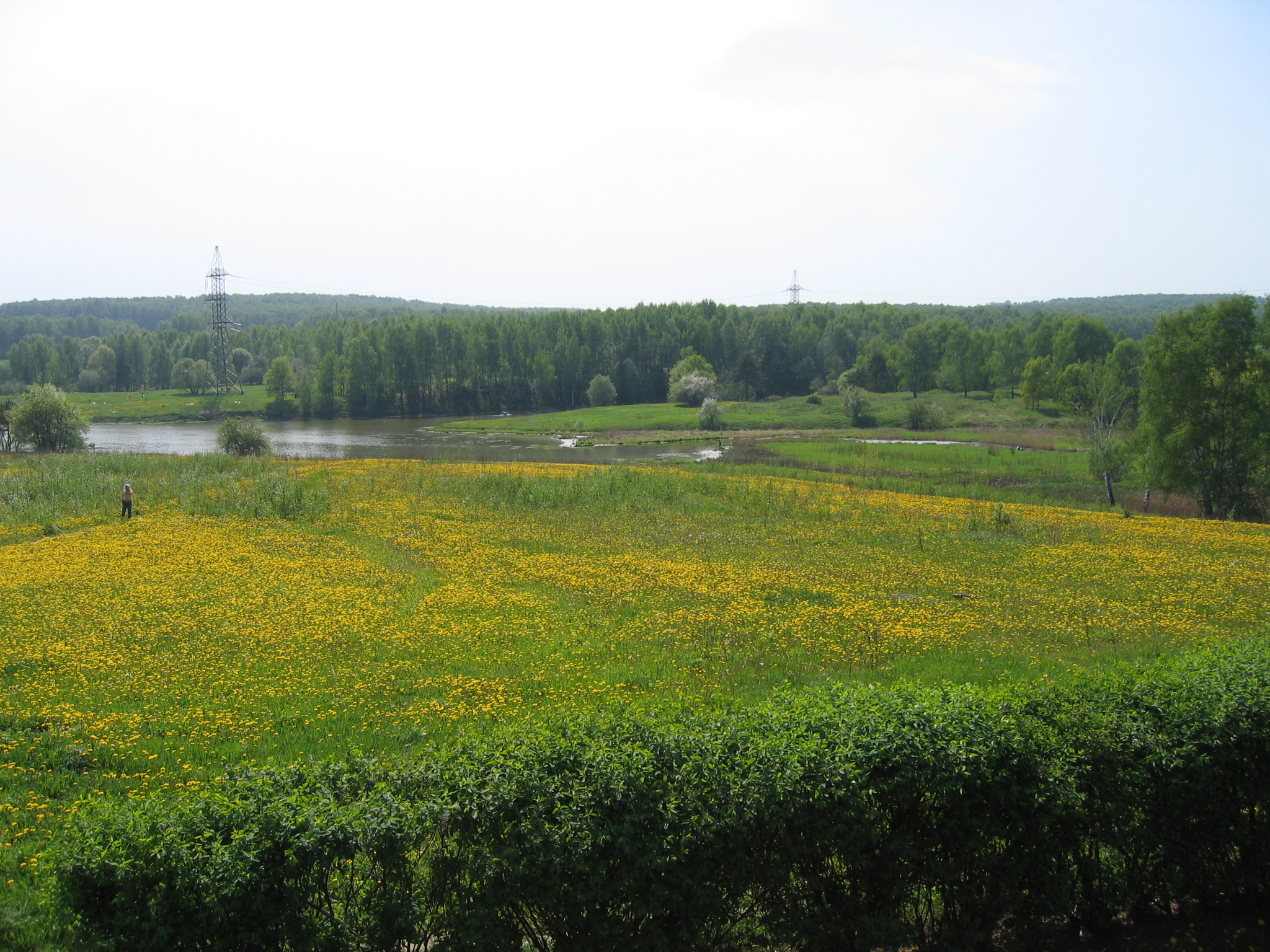
比茨維斯基公園／比特沙公園

## 連環謀殺案

### 初次謀殺
皮丘希金於1992年首次殺人，受害者名叫米哈伊爾·奧季丘克（Mikhail Odeychuk，以下簡稱奧季丘克），是他的同學。當時皮丘希金剛滿十八歲，要求奧季丘克與自己合作殺人。奧季丘克起初答允，後來拒絕，於是皮丘希金在奧季丘克居住的公寓勒死他，並將屍體拋出窗外。事後警方盤問皮丘希金，卻並沒有起訴他，而是把是次死亡事故列為自殺案。皮丘希金非常享受首次殺人的感覺，覺得就像初戀難忘。不過，直至2001年的九年間他沒有謀殺任何人。

### 比茨維斯基公園連環謀殺案
2001年夏天，皮丘希金再次殺人，在那一年內共殺了十一人。他在住所附近火車站透過請飲伏特加酒認識受害者。他們是年齡介乎五十到七十歲酗酒者、吸毒者或窮困的男性，皮丘希金把他們誘騙至比茨維斯基公園暗角，聲稱若他們跟他一起悼念其死去的狗，將會以伏特加款待他們。之後皮丘希金用伏特加灌醉受害者，扼死他們或把他們扔下引水道淹死。2001年受害者當中一位十九歲少女僥倖生還，名叫Marina Viricheva。
每當皮丘希金殺死一人，他會將一枚硬幣放在手繪國際象棋棋盤其中的一個格子裡，並為格子編上號碼。

皮丘希金在2002年企圖謀殺一位十四歲叫米哈伊爾·羅伯夫（Mikhail Lobov）的孤兒，

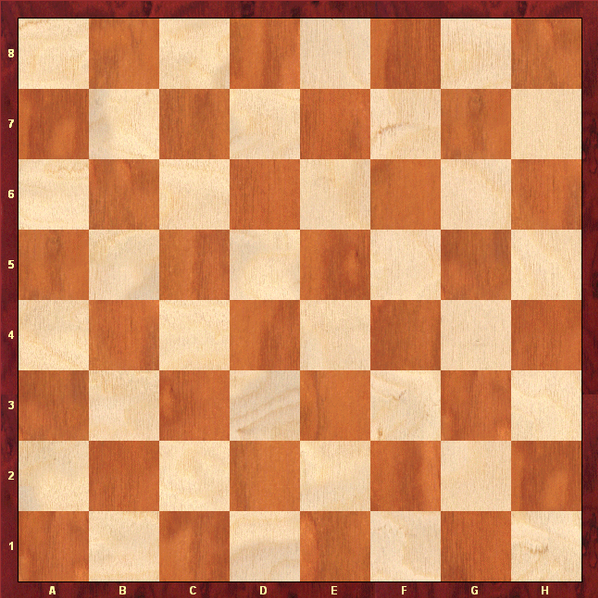
國際象棋棋盤

男孩被拋下井但保住性命。其後皮丘希金曾用自製手槍殺人，2005年變本加厲，以鐵槌狠擊受害者頭部數次，有時甚至會把伏特加酒樽釘在受害者碎裂的頭骨內，藉以肯定已經殺死受害者。

### 警方的蒐證及調查
在2005年10月15日，俄羅斯警方在比茨維斯基公園發現一具頭部受到重擊的男屍，一個月後他們在公園又發現另一具男屍。截至2006年1月底，總共有六具屍體在比茨維斯基公園被發現。
2006年2月20日，當地警方由於收到線報，指一名跟案件有關殺人犯相似的男子在比茨維斯基公園出現，於是派出二百名警員搜捕兇徒。事後因為缺乏證據而釋放他。後來俄羅斯警方再次捕獲一名疑凶，他是一名有異性裝扮癖好的男子，被捕時被發現手袋藏有鐵鎚。俄羅斯警方一度相信經已找到兇手，隨後證實疑凶是無辜的。
直至2006年4月30日，俄羅斯警方在比特沙公園總共發現十二具懷疑被人謀殺的屍體。因為皮丘希金沒有留下任何有關自己的痕跡，所以俄羅斯警方欠缺線索，難以追查。負責有關案件的俄羅斯著名司法精神病學專家米哈伊爾·維諾格拉陀夫（Mikhail Vinogradov）指出兇手一定是一個精神狀態不穩定的人，謀殺他人是出於強大的侵略性。他推斷兇手最有可能是一名男性釋囚，不斷謀殺他人是因為他在獄中被人強姦。兇手甚至可能是一名想向男性報復的女性。

### 被捕
皮丘希金於2006年6月謀殺最後一名受害者，死者名叫瑪麗娜·莫斯卡廖娃（Marina Moskalyova），是他任職超級市場的女同事。
2006年6月13日，摩斯卡约娃的屍體在的一個噴泉旁被人發現。俄羅斯警方在她身上發現一張給兒子的便條，便條上寫有皮丘希金的手提電話號碼及赴約地點比茨維斯基公園，以及一張火車車票，兩者成為破案的關鍵。警方翻查火車閉路電視紀錄，發現摩斯卡约娃在自己被殺當晚與皮丘希金結伴同行，推斷兇手是皮丘希金。2006年6月16日，警方採取行動，在皮丘希金的住所拘捕他。
受害者多半皮丘希金是不認識的，六十三名受害者當中他只認識三十四人。

### 受審
翌年2007年8月13日，莫斯科市法庭就皮丘希金涉嫌比特沙公園的一連串兇殺案展開詅訊。辯護律師分別是受俄羅斯政府委派的律師帕維爾·伊万尼科夫（Pavel Ivannikov）與私人律師亞歷山大·卡里亚金（Alexander Karyagin）。
10月29日法官弗拉基米尔·乌索夫（Vladimir Usov）宣佈判處皮丘希金終生監禁，首十五年需要接受單獨囚禁，必需接受精神病治療。
11月2日透過律師提出上訴，要求法官改判25年監禁。
2008年2月14日，俄羅斯最高法院發言人向外界宣佈法院會考慮皮丘希金的上訴申請，隨後決定維持原判。
在皮丘希金謀殺案之前，俄羅斯最有名的連環殺手是安德烈·齊卡提洛，他殺了53名婦女和兒童後，在1994年被判罪並被處決。

## 成為連環殺手的原因
皮丘希金被捕後接受俄羅斯主要精神病醫院「謝爾布斯基社會及司法精神病學研究中心」的精神分析，由於有關當局沒有公開他詳盡的精神報告，因此公眾不知道皮丘希金為何成為連環殺手。
以下是俄羅斯司法精神病學專家維諾格拉陀夫對皮丘希金連環謀殺他人的分析：
首先，祖父的死刺激他成為連環殺手。皮丘希金擁有反社會人格，極端仇視社會，漠視社會一切的道德規範及法律。祖父猝逝讓他深信自己被祖父遺棄了，因而受到極大打擊，十分憎恨祖父。後來他為了報復遭受祖父遺棄而謀殺大量老年人。
此外，他嘗試以殺人恢復自信。皮丘希金是一個長期酗酒者，習慣借助酒精忘記失敗，欠缺肯定自我的能力。他發現「殺人令自己活下去」，因此犯下多重謀殺罪。同時他視謀殺是一種偉大的事業，法庭上他宣稱：「我是檢控官、法官、劊子手。我決定誰可以活在世上。我近乎神。」。
另一方面，皮丘希金企圖藉殺人滿足性需要。皮丘希金想結識異性卻礙於害怕她們而失敗，無法循正常途徑滿足性需要，透過暴力才能得到性的歡愉。俄羅斯警方逮捕皮丘希金後，在他的房間搜出大量色情影碟，從而發現他對性暴力特別有興趣。皮丘希金曾對調查員說「殺人帶來的滿足感就像連綿不絕的性高潮」。
一位當地的精神分析學專家指出皮丘希金的性格存有嚴重偏差，與人群抽離，用棋子紀錄受害者數目反映人類對他而言只是沒有生命的木偶，因此他會謀殺任何看不順眼的人。法庭上他說過「殺人時我沒有任何感覺」，眾多受害者之死並沒有對他構成嚴重心理壓力。殺人對他而言是滿足欲望理所當然的途徑，正如他在法庭上剖白自己的謀殺罪行「不殺人就如生命中沒有食物」。

## 死者名單（部份）

### 男性
- 米哈伊爾·奧季丘克（Mikhail Odeychuk）
- 安德烈·库德里亚夫采夫（Andrei Kudriavtsev）
- 叶夫根尼·普罗宁（Yevgeny Pronin）
- 维克托·沃尔科夫（Viktor Volkov）
- 尼古拉·扎哈尔琴科（Nikolai Zakharchenko）
- Oled Bayarov
- Vladimir Konovaltsev
- Valery Kulyazhov

### 女性
- 拉里莎·库雷金娜（Larisa Kulygina）
- 玛丽娜·莫斯卡廖娃（Marina Moskalyova）
- Marina Viricheva

## 外部連結

### 中文報導
- BBC中文網 國際新聞——俄羅斯"棋盤殺手"被判有罪 （页面存档备份，存于）
- 棋盤殺手：我是神 庭上無悔意 「我凌駕法律之上」——明報新聞網（國際） （页面存档备份，存于）
- 18歲首次殺人 「如初戀般難忘」——雅虎香港新聞

### 英語報導

#### 英語新聞影片
- 'Chess Killer' to be sentenced(CNN news video) （页面存档备份，存于）

#### 英語網上新聞

##### BBC NEWS
- Life term for 'chessboard' killer （页面存档备份，存于）
- What drove Russian serial killer? （页面存档备份，存于）
- Russia 'chessboard killer' guilty（页面存档备份，存于）
- Russian 'chessboard killer' on trial （页面存档备份，存于）
- Russian 'serial killer' in court （页面存档备份，存于）
- Russian suspected of 62 murders（页面存档备份，存于）

##### Russian News and Information Agency
- Articles about Alexander Pichushkin Pg.1
- Articles about Alexander Pichushkin Pg.2

### 比茨維斯基公園

#### 網站
- Bitsevsky Park（俄文）

#### 短片
- Cyclig in Bittsa Park(youtube.com) （页面存档备份，存于）

### 米哈伊爾·維諾格拉陀夫
- Mikhail Vinogradov: 'Bitsevsky Maniac' is sick since childhood 25th October 2007（translated by Google's language tools） （页面存档备份，存于）（英文）

- Psychiatrist-criminalist Mikhail Vinogradov's views about Bitsevsky Maniac（translated by Google's language tools） （页面存档备份，存于）（英文）

- Criminals can use Psychiatry as a weapon 25th July 2007（英文）

- https://web.archive.org/web/20071117083237/http://www.vg-news.ru/columns/society/society-050707-013958.php